# Villers-sur-Trie
Villers-sur-Trie korábbi község Franciaországban, Oise megyében. Lakosainak száma 324 fő (2018. január 1.). Villers-sur-Trie Énencourt-Léage, Éragny-sur-Epte, Flavacourt és Trie-Château községekkel határos.
2018. január 1-jén a régi Trie-Château községgel egyesült és az így létrejött (azonos necű) Trie-Château új község része lett.

## Népesség
A település népessége az elmúlt években az alábbi módon változott:
| Lakosok száma | 336  | 329  | 328  | 324  |
|               | 2013 | 2015 | 2017 | 2018 |